# کاظم سیاحی
کاظم سیاحی (زادهٔ ۳۰ دی ۱۳۵۷) صداپیشه، عروسک‌گردان، بازیگر و کارگردان تئاتر ایرانی است. کاظم سیاحی بخش اعظم دوران کودکی و نوجوانی خود را در شهرستان محلات استان مرکزی گذرانده و فارغ‌التحصیل بازیگری از دانشکدهٔ هنر و معماری دانشگاه آزاد تهران است. او صداپیشهٔ شخصیت جیگر در مجموعهٔ تلویزیونی کلاه‌قرمزی است. او همچنین در فیلم سینمایی شهر موشهای ۲ صداپیشگی دو شخصیت را برعهده داشته است. وی در سریال مهمونی نیز صداپیشه (پشه) بود. سیاحی با بازی در سریال لیسانسه‌ها و فوق لیسانسه‌ها به کارگردانی سروش صحت قدم تازه‌ای در بازیگری برای خود برداشت، وی همچنین در سریال نمایش خانگی کرگدن در نقش مارک ایفای نقش کرد. آخرین کار سینمایی سیاحی فیلم شهرک و بعد خانه ارواح است

## آثار

### بازیگری سینما
| سال  | نام فیلم         | کارگردان                       |
| ---- | ---------------- | ------------------------------ |
|      | کارآگاهان        |                                |
|      | داوران           |                                |
|      | آنسوی بهشت       |                                |
| ۱۳۹۲ | فیلم کوتاه ۱۱:۴۰ |                                |
| ۱۳۹۲ | طبقه هساث        | کمال تبریزی                    |
| ۱۳۹۴ | اروند            | پوریا آذربایجانی               |
| ۱۳۹۷ | جهان با من برقص  | سروش صحت                       |
| ۱۳۹۹ | خانه ارواح       | کیارش اسدی‌زاده                 |
| ۱۴۰۰ | ۲۸۸۸             | کیوان علی‌محمدی و علی‌اکبر حیدری |
| ۱۴۰۰ | شهرک             | علی حضرتی                      |
| ۱۴۰۳ | بت               | حمید نعمت‌الله                  |

### نمایش خانگی
| سال پخش | نام سریال                | در نقش | کارگردان           |
| ------- | ------------------------ | ------ | ------------------ |
| ۱۳۹۸    | کرگدن                    | مارک   | کیارش اسدی‌زاده     |
| ۱۴۰۰    | میدان سرخ                | گارو   | ابراهیم ابراهیمیان |
| ۱۴۰۰    | جزیره                    | پیام   | سیروس مقدم         |
| ۱۴۰۱    | مهمونی                   | پشه    | ایرج طهماسب        |
| ۱۴۰۲    | مهمونی۲                  | پشه    | ایرج طهماسب        |
| ۱۴۰۲    | مگه تموم عمر چندتا بهاره | شهرام  | سروش صحت           |
| ۱۴۰۲    | دفتر یادداشت             | غراب   | کیارش اسدی‌زاده     |

### تلویزیون
| سال  | نام سریال                | نقش  | کارگردان      |
| ---- | ------------------------ | ---- | ------------- |
| ۱۳۸۱ | بدون شرح                 |      | مهدی مظلومی   |
| ۱۳۸۱ | کوچهٔ اقاقیا              |      | رضا عطاران    |
| ۱۳۹۴ | یادداشت‌های یک زن خانه‌دار |      | مسعود کرامتی  |
| ۱۳۹۶ | لیسانسه ها۲              | رحیم | سروش صحت      |
| ۱۳۹۷ | شرایط خاص                |      | وحید امیرخانی |
| ۱۳۹۵ | لیسانسه‌ها                | رحیم | سروش صحت      |
| ۱۳۹۸ | فوق لیسانسه‌ها            | رحیم | سروش صحت      |

### صداپیشگی
- مهمونی
- کلاه‌قرمزی[۳]
- تابستان شاد[۳]
- باغ انگور[۳]
- افسانه آبیتو[۳]
- سرزمین کلمات و اعداد[۳]
- مدرسه بابا عماد[۳]
- محیط‌بان جزیره[۳]
- قصه‌های جزیره[۳]
- قصه‌های هدهد[۳]
- شهر موشها ۲
- شکرستان عروسکی
- مهمونی[۷]
- نفرین شدگان

### بازیگری تئاتر
- بزغاله‌های عاشقانه[۳]
- پیاده‌های ساده[۳]
- امروز دوستت ندارم[۳]
- خواب‌های خاموشی[۳]
- تن‌تن و راز قصر مونداس[۸]
- باغ آلبالو[۳]
- ۱۲
- بداهه‏[۳]
- درام‌های زندگی[۳]
- پدرخوانده ناپلی[۳]
- صبح روز چهلم[۲]
- بی‌خانمان[۲]
- شعبده و طلسم[۲]
- جنگ کور[۲]

- اگه بمیری
- هاروی
- از خواب تا مهتاب
- صور اسرافیل
- موش در پیت حلبی
- نگاهمان می‌کنند
- آکواریوم
- تروما
- زن از خاطره عکس می‌گرفت
- خواب‌های خاموشی
- تو با کدام باد می‌روی؟
- بداهه
- کلنل

### کارگردانی تئاتر
- خواب‌های خاموشی: اجرا شده در تالار مولوی و همچنین در هلند، اسپانیا و جشنوارهٔ حس بوسنی و هرزگوین.[۳]